# Obelischi di Roma

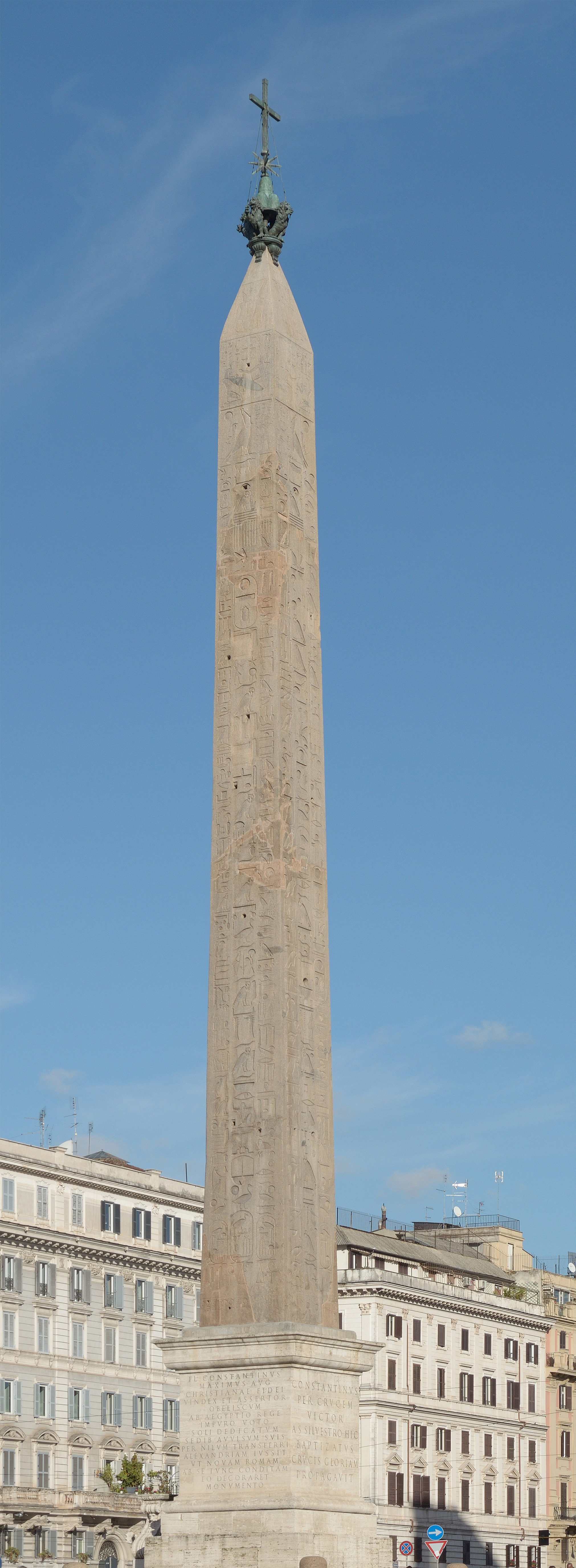
L'obelisco Lateranense dopo i restauri conclusi nel 2008

Roma è la città che conserva il maggior numero di obelischi al mondo. Questi monumenti, in gran parte di origine egizia, furono trasportati nella capitale dell'Impero romano a partire dall'epoca augustea, sotto il cui dominio era stato conquistato l'Egitto, dopo la battaglia di Azio del 31 a.C. In alcuni casi, con il medesimo granito utilizzato dagli Egizi furono realizzati obelischi direttamente in epoca romana: il monolite restava privo di iscrizioni, oppure vi venivano copiati, con errori e fraintendimenti, i geroglifici dai modelli dell'epoca faraonica.
Gli obelischi egiziani utilizzati in epoca imperiale furono nuovamente rialzati nella Roma papale, a partire da papa Sisto V, come punti di arrivo e di convergenza visiva nel nuovo assetto urbanistico dato alla città, diventandone una caratteristica, ripresa poi anche in epoca moderna con nuove forme. Roma possedeva anche un obelisco axumita, non egizio, l'obelisco di Axum, restituito dall'Italia all'Etiopia nel 2005.
Ponendosi al centro dell'incrocio tra via del Quirinale e via delle Quattro Fontane, è possibile vedere contemporaneamente tre obelischi: Quirinale, Sallustiano, Esquilino. È l'unico punto nel mondo dove ciò sia possibile.

## Obelischi antichi

### Gli obelischi di Sisto V

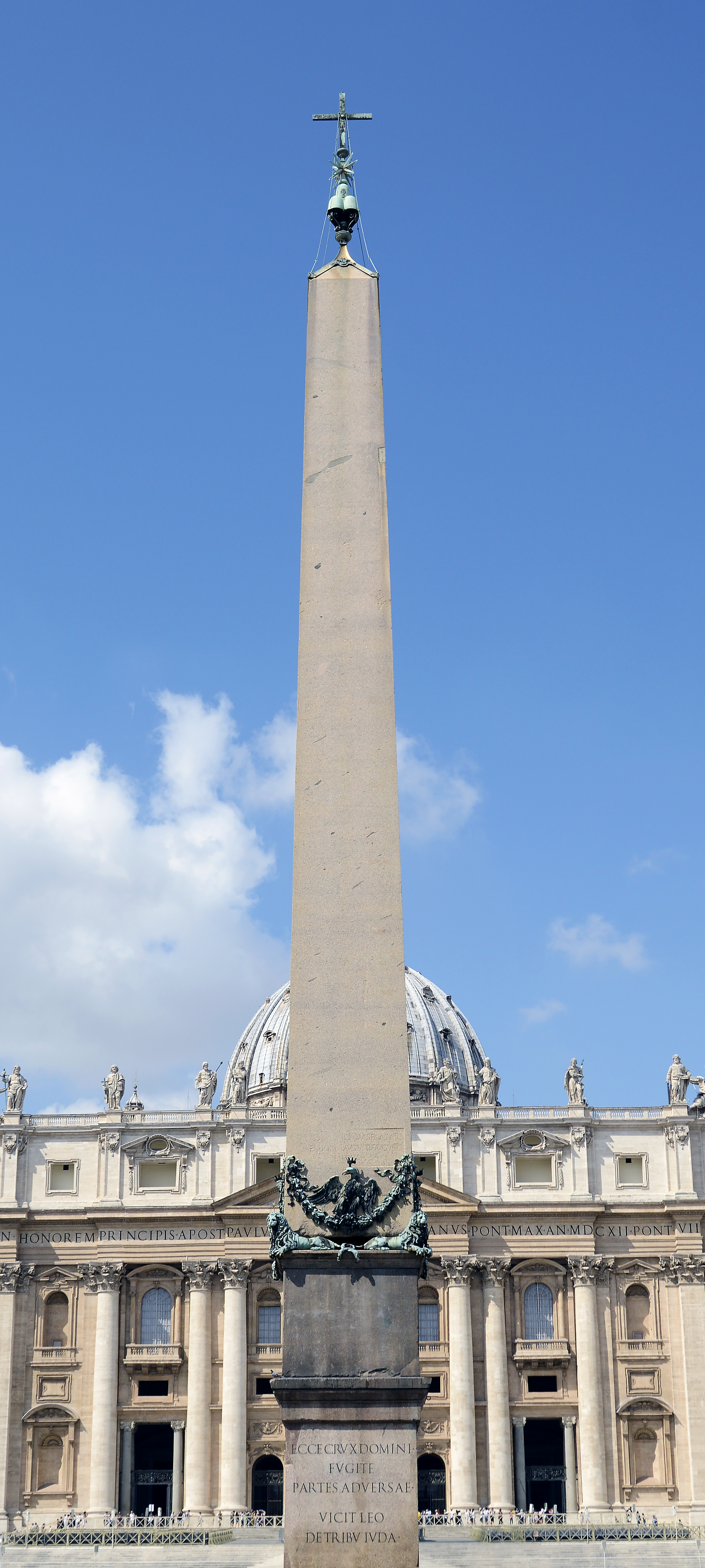
Obelisco Vaticano

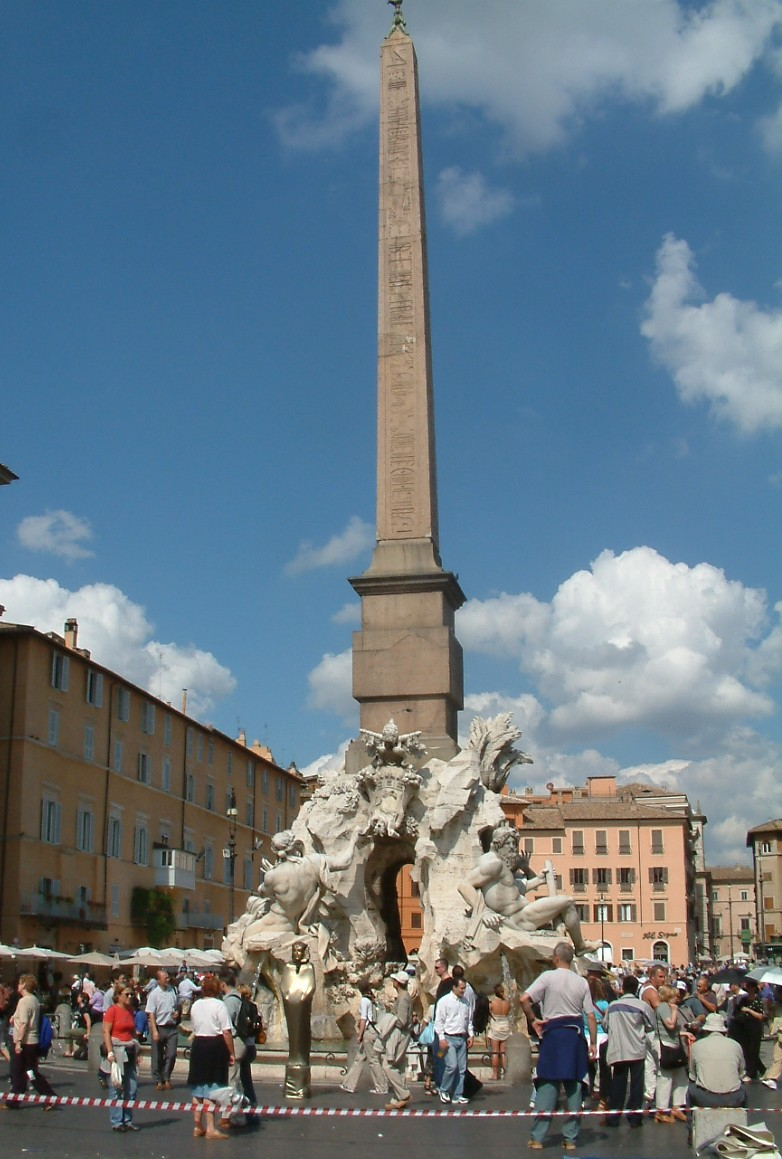
La fontana dei Quattro Fiumi e l'obelisco agonale a piazza Navona

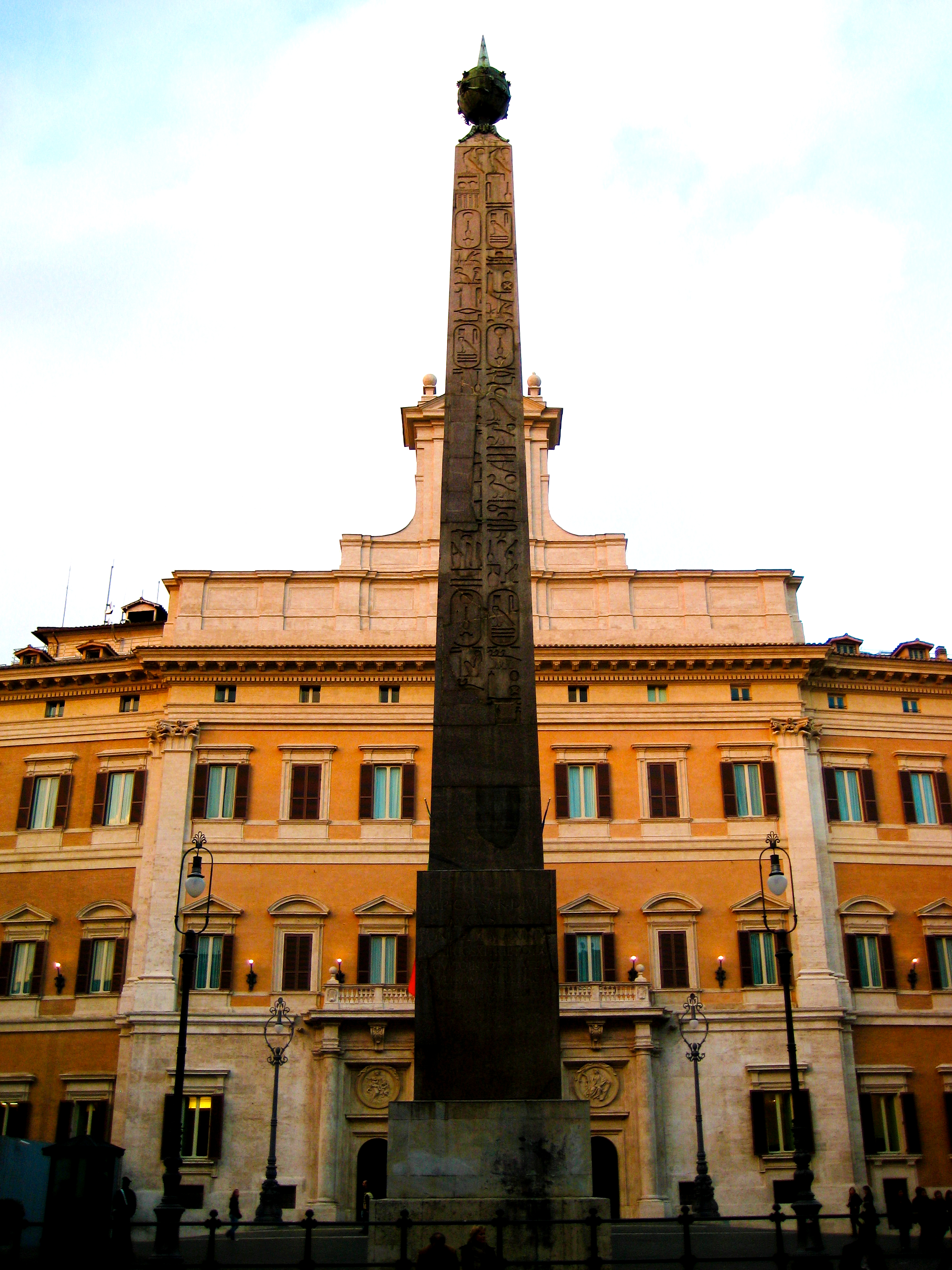
L'obelisco di Montecitorio

Sisto V utilizzò programmaticamente il riposizionamento di obelischi antichi come segnale di potenza della Chiesa e del suo papato, e anche come cardini del riordino della città che aveva intrapreso, raddrizzando strade, aprendo rettifili, costruendo e ricostruendo palazzi. Al suo architetto Domenico Fontana fu affidato anche il riposizionamento di tutti gli obelischi.

#### Obelisco Vaticano
L'Obelisco Vaticano (piazza San Pietro) è alto 25,5 metri, è di origine egiziana (da Eliopoli) e privo di geroglifici; spostato ad Alessandria d'Egitto, fu in seguito portato a Roma da Caligola nel 40 e collocato sulla spina del Circo di Nerone. Rimase in questa posizione a fianco dell'antica basilica di San Pietro ed è l'unico obelisco antico di Roma che non sia mai caduto. Fu spostato e posto al centro di piazza san Pietro il 10 settembre del 1586, primo dei quattro  che Domenico Fontana fece rialzare.

#### Obelisco Esquilino
L'Obelisco Esquilino (piazza dell'Esquilino) è alto 14,75 metri, fu realizzato probabilmente all'epoca di Domiziano ad imitazione degli obelischi egiziani e collocato insieme all'obelisco del Quirinale all'ingresso del Mausoleo di Augusto. Qui venne ritrovato nel 1527 e fu eretto nel 1587, sempre per ordine di papa Sisto V e ad opera di Domenico Fontana, di fronte all'abside di Santa Maria Maggiore, a segnare il fuoco prospettico verso la basilica della nuova via Sistina voluta dal medesimo.

#### Obelisco Lateranense
L'Obelisco Lateranense (piazza San Giovanni in Laterano) ha un'altezza di 32,18 m. Fu realizzato all'epoca dei faraoni Tutmosis III e Tutmosis IV (XV secolo a.C.) e proviene dal tempio di Ammone a Tebe (Karnak) in Egitto. Fu portato a Roma per volere dell'imperatore Costanzo II nel 357 ed eretto sulla spina del Circo Massimo, dove già si trovava l'obelisco Flaminio. Venne ritrovato in tre pezzi nel 1587 e eretto nel 1588, non di fronte al prospetto della basilica, ma in corrispondenza della Loggia delle benedizioni lateranense, punto finale del segmento viario costituito dalla via Merulana - aperta appunto da Sisto V - in continuità prospettica con la basilica di Santa Maria Maggiore.

#### Obelisco Flaminio
L'Obelisco Flaminio (piazza del Popolo) è alto 25,90 metri e fu fatto innalzare in Egitto da Ramesse II; venne portato a Roma nel 10 da Augusto e collocato sulla spina del Circo Massimo. Fu ritrovato nel 1587 ed eretto ad opera di Domenico Fontana, nel 1589.

### L'obelisco di Innocenzo X

#### Obelisco Agonale
L'Obelisco Agonale (piazza Navona) fa parte della Fontana dei Quattro Fiumi ed è alto 16,53 metri. Realizzato all'epoca dell'imperatore Domiziano imitando i modelli egiziani e copiandone i geroglifici, fu collocato presso Albano; nel 311 Massenzio lo fece spostare nel circo della villa omonima sulla via Appia antica. Nel 1651 papa Innocenzo X lo fece recuperare e l'architetto Gian Lorenzo Bernini lo innalzò al centro di piazza Navona.

### Gli obelischi di Pio VI

#### Obelisco del Quirinale
L'Obelisco del Quirinale (piazza del Quirinale) fa parte della fontana dei Dioscuri ed è alto 14,63 metri. Gemello dell'obelisco dell'Esquilino, fu ritrovato alle fondamenta dell'Ospedale di San Rocco a Ripetta, durante la demolizione dell'antico fabbricato che fu ricostruito ex novo tra il 1772 e il 1776. L'obelisco fu eretto nel 1786, per volere del papa Pio VI.

#### Obelisco Sallustiano
L'Obelisco Sallustiano (piazza Trinità dei Monti) è alto 13,91 metri, fu realizzato in epoca romana, copiando geroglifici dei faraoni Seti I e Ramesse II; decorava gli Horti Sallustiani. Donato nel 1783 al papa Clemente XII dai Ludovisi, fu poi eretto davanti alla chiesa della Trinità dei Monti, in cima alla scalinata che sale da piazza di Spagna (1789).

#### Obelisco di Montecitorio
L'Obelisco di Montecitorio (piazza Montecitorio) ha una altezza di 30 metri. Fu costruito all'epoca del faraone Psammetico II della XXVI dinastia (594-589 a.C.) e collocato nella città di Eliopoli in Egitto; venne portato a Roma nel 10 da Augusto, insieme all'obelisco Flaminio, e collocato come gnomone dell'Orologio di Augusto in Campo Marzio. Crollato a seguito di un incendio, venne fatto spostare e rialzare da papa Pio VI nel 1792.

### Gli altri obelischi

#### Obelisco della Minerva
L'Obelisco della Minerva (piazza della Minerva) arrivò a Roma con l'obelisco del Pantheon e quello di Dogali, fu rinvenuto nel 1665 presso il convento annesso a Santa Maria sopra Minerva e rialzato davanti alla chiesa nel 1667 per volere di papa Alessandro VII, secondo un progetto ideato da Gian Lorenzo Bernini, con un elefantino nel basamento.

#### Obelisco del Pantheon
L'Obelisco del Pantheon (piazza della Rotonda) fu realizzato all'epoca di Ramsete II e portato a Roma da Domiziano, che lo collocò come decorazione dell'Iseo Campense (tempio dedicato alla divinità egiziana Iside) con l'obelisco della Minerva e quello di Dogali. Ritrovato nel 1373, fu collocato davanti al Pantheon nel 1711 per volere di papa Clemente XI, sulla fontana di Giacomo Della Porta.

#### Obelisco di Villa Celimontana
Tra le antichità della famiglia Mattei, conservate nella Villa Celimontana sul Celio si trovava questo obelisco frammentario (originale è solo la metà superiore), risalente all'epoca del faraone Ramsete II. Fu rialzato nei giardini nel 1820.

#### Obelisco del Pincio
L'Obelisco del Pincio (Viale dell'Obelisco - Pincio) venne realizzato all'epoca di Adriano in onore di Antinoo e collocato inizialmente in Egitto; Eliogabalo lo fece spostare per ornare la spina del Circo Variano nella sua residenza suburbana. Rinvenuto nel XVI secolo fuori Porta Maggiore (dal luogo di ritrovamento, presso le mura aureliane, viene chiamato "obelisco Aureliano"), solo nel 1822 fu innalzato nei giardini del Pincio per volere di papa Pio VII.

#### Obelisco di Dogali
L'Obelisco di Dogali (via delle Terme di Diocleziano) arrivò a Roma con l'Obelisco del Pantheon e quello della Minerva, proveniva da Eliopoli. Fu rinvenuto nel 1883 e venne rialzato nel 1887 dall'architetto Francesco Azzurri davanti alla Stazione Termini per commemorare i caduti della battaglia di Dogali in Eritrea; nel 1925 fu spostato nei giardini presso via delle terme di Diocleziano.
| Foto | Altezza (con base) | Nome                     | Faraone                    | Posizione                                                                     | Note |
| ---- | ------------------ | ------------------------ | -------------------------- | ----------------------------------------------------------------------------- | ---- |
|      | 32.18 m (45.70 m)  | Lateranense              | Thutmose III o Thutmose IV | Piazza di San Giovanni in Laterano 41°53′12.6″N 12°30′17.2″E                  |      |
|      | 25.5 m (41 m)      | Vaticano                 | ?                          | Piazza San Pietro 41°54′08.1″N 12°27′26.1″E                                   |      |
|      | 24 m (36.50 m)     | Flaminio                 | Seti I o Ramses II         | Piazza del Popolo 41°54′38.6″N 12°28′34.8″E                                   |      |
|      | 21.79 m (33.97 m)  | Solare o di Montecitorio | Psammetico II              | Piazza di Monte Citorio 41°54′02.5″N 12°28′43.2″E                             |      |
|      | 6.34 m (14.52 m)   | Macuteo o del Pantheon   | Ramses II                  | Piazza della Rotonda 41°53′57.6″N 12°28′36.3″E                                |      |
|      | 5.47 m (12.69 m)   | Minerveo o della Minerva | Aprie                      | Piazza della Minerva 41°53′52.7″N 12°28′39.2″E                                |      |
|      | 6.34 m (16.92 m)   | di Dogali                | Ramses II                  | Viale Luigi Einaudi, presso le Terme di Diocleziano 41°54′07.8″N 12°29′50.9″E |      |
|      | 2.68 m (12.23 m)   | Matteiano                | Ramses II                  | Villa Celimontana 41°53′00.2″N 12°29′43.2″E                                   |      |

## Obelischi moderni

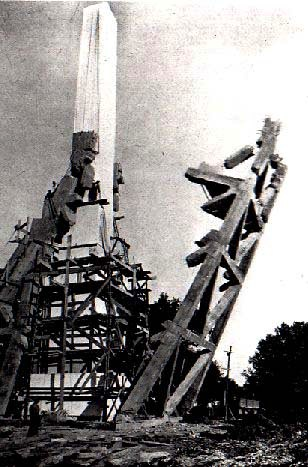
Innalzamento dell'Obelisco Mussolini nel 1932, parte del Foro Italico

### Obelisco di Villa Medici
L'Obelisco di Villa Medici faceva parte della collezione Medici conservata nella villa sul Pincio e fu portato nel 1790 a Firenze. Nel XIX secolo ne fu realizzata una copia collocata nei giardini della villa in sostituzione dell'originale.

### Obelischi di Villa Torlonia
Gli obelischi di Villa Torlonia furono realizzati in granito di Baveno appositamente per la villa della famiglia sulla via Nomentana, dove furono innalzati nel 1842.

### Obelisco del Foro Italico
L'Obelisco del Foro Italico voluto da Renato Ricci, è costituito da un blocco monolitico di marmo di Carrara, venne eretto nel 1932 davanti al complesso sportivo del Foro Italico, sorto alla base di Monte Mario e che originariamente prese il nome da Benito Mussolini, a cui l'obelisco era dedicato. Fu l'ultimo grande trasporto effettuato via Tevere.

### Obelisco di Marconi
Alto 45 metri, venne eretto nel 1959 nel quartiere dell'EUR nell'ambito degli abbellimenti della città in occasione dei Giochi olimpici del 1960. La struttura in cemento armato è rivestita da 92 pannelli scolpiti in marmo di Carrara. L'obelisco, opera di Arturo Dazzi, è dedicato all'inventore Guglielmo Marconi.

### Obelisco Novecento
Inaugurato il 23 ottobre 2004, si tratta di una scultura di Arnaldo Pomodoro, che si trova in piazzale Pier Luigi Nervi, davanti al PalaLottomatica, nel quartiere Europa.

## Galleria d'immagini

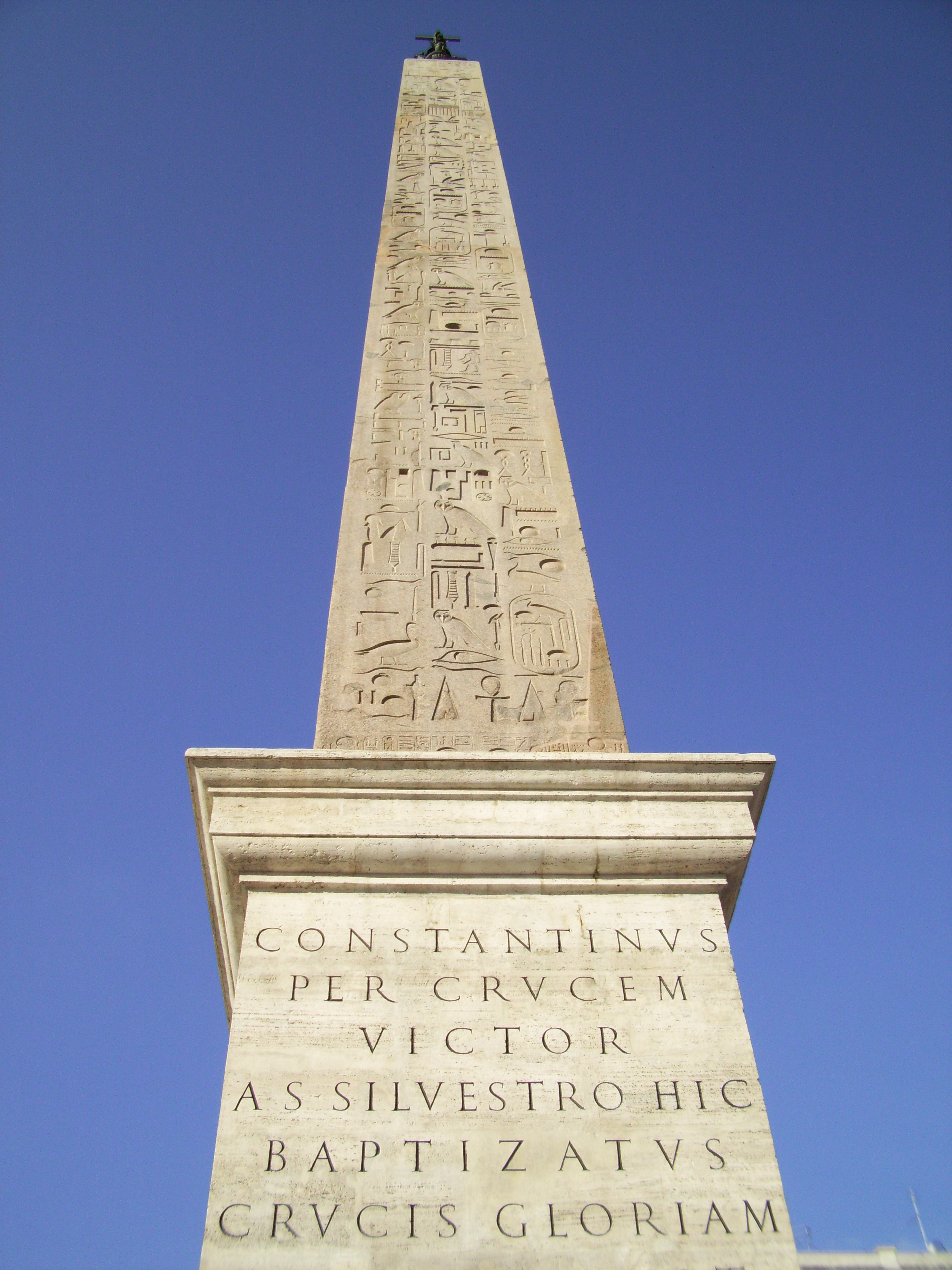
L'Obelisco Lateranense dopo i restauri conclusi nel 2008
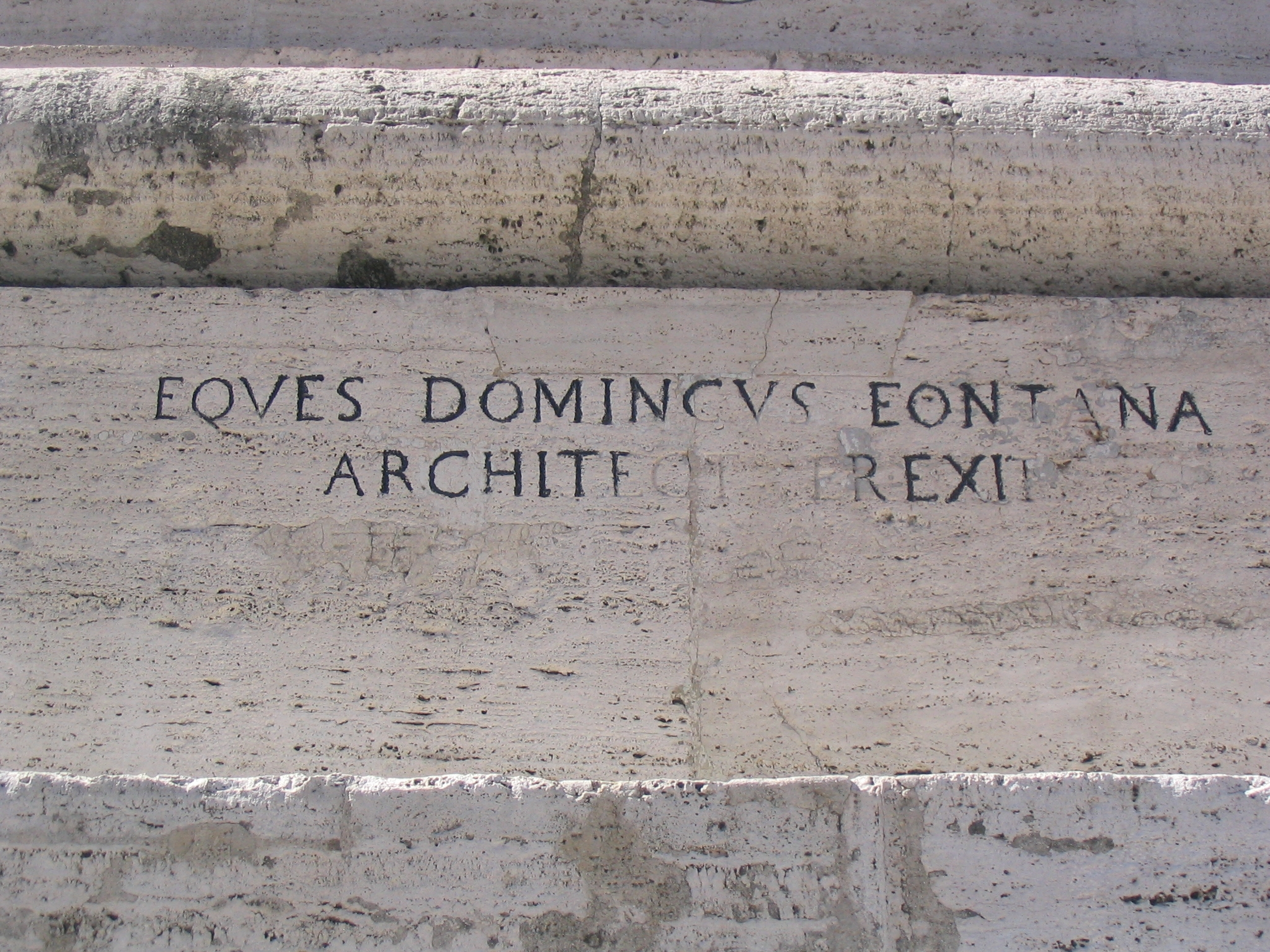
La firma di Domenico Fontana sul piedistallo dell'obelisco Lateranense
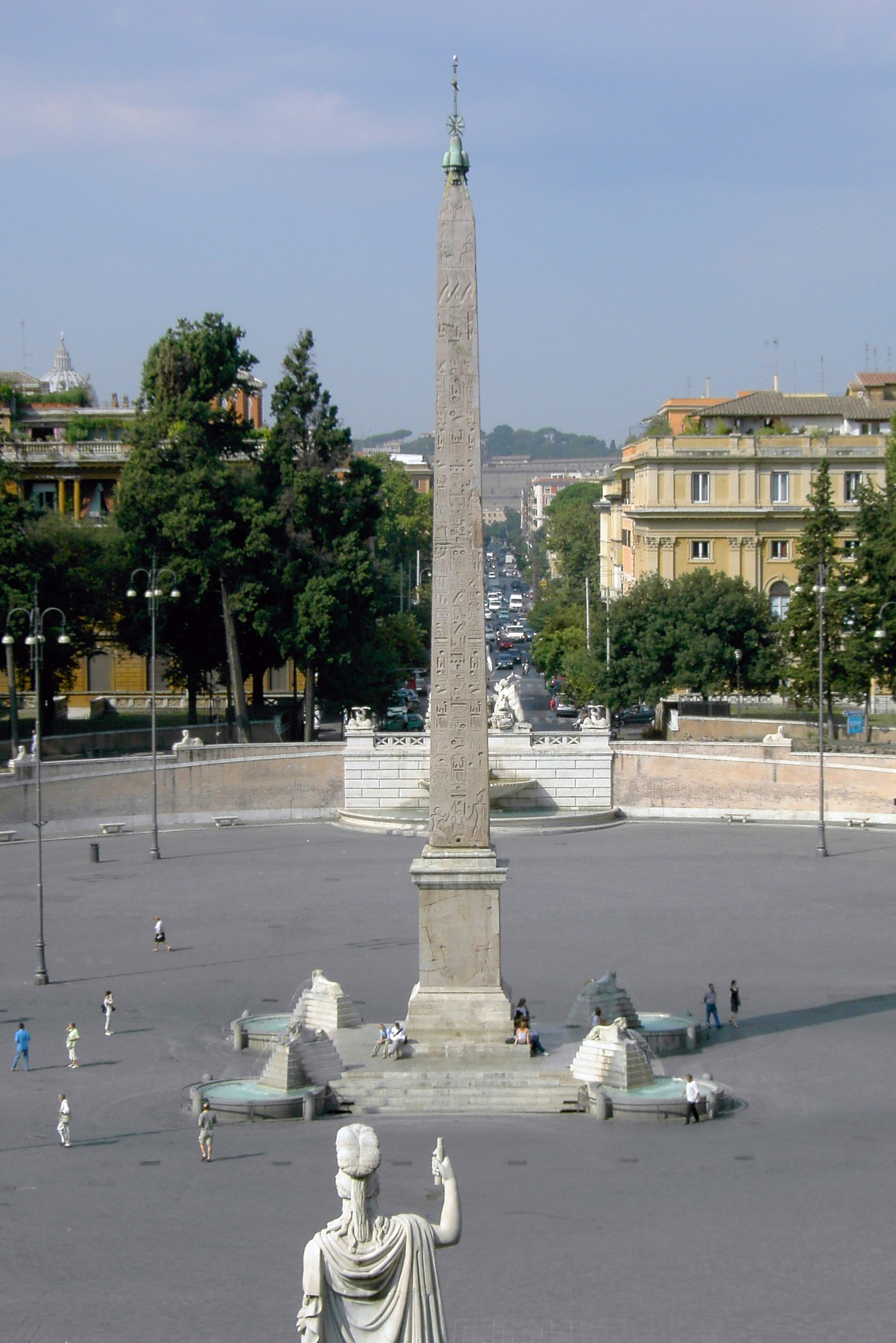
Obelisco Flaminio a piazza del Popolo
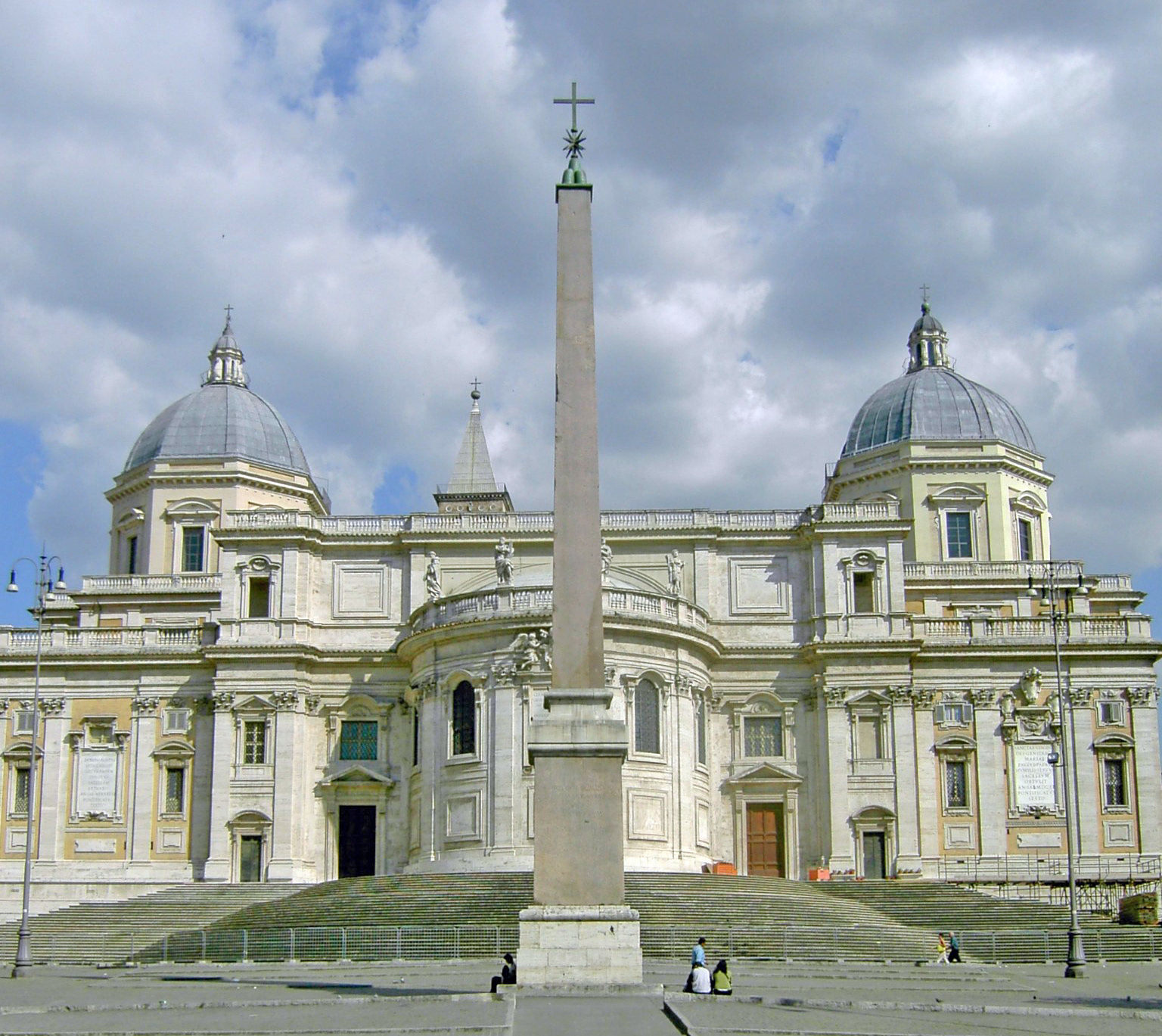
Obelisco Esquilino
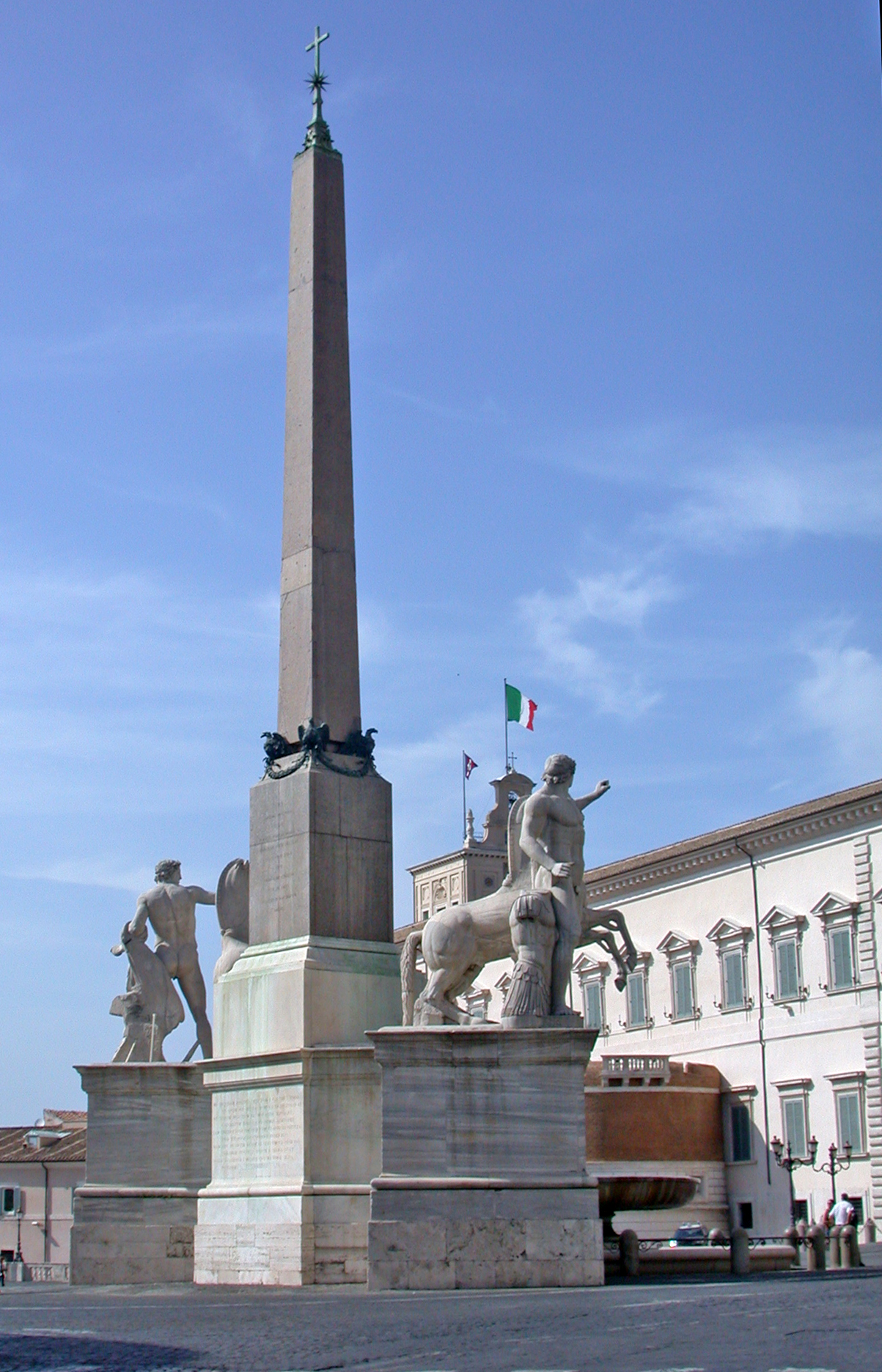
Obelisco di piazza del Quirinale
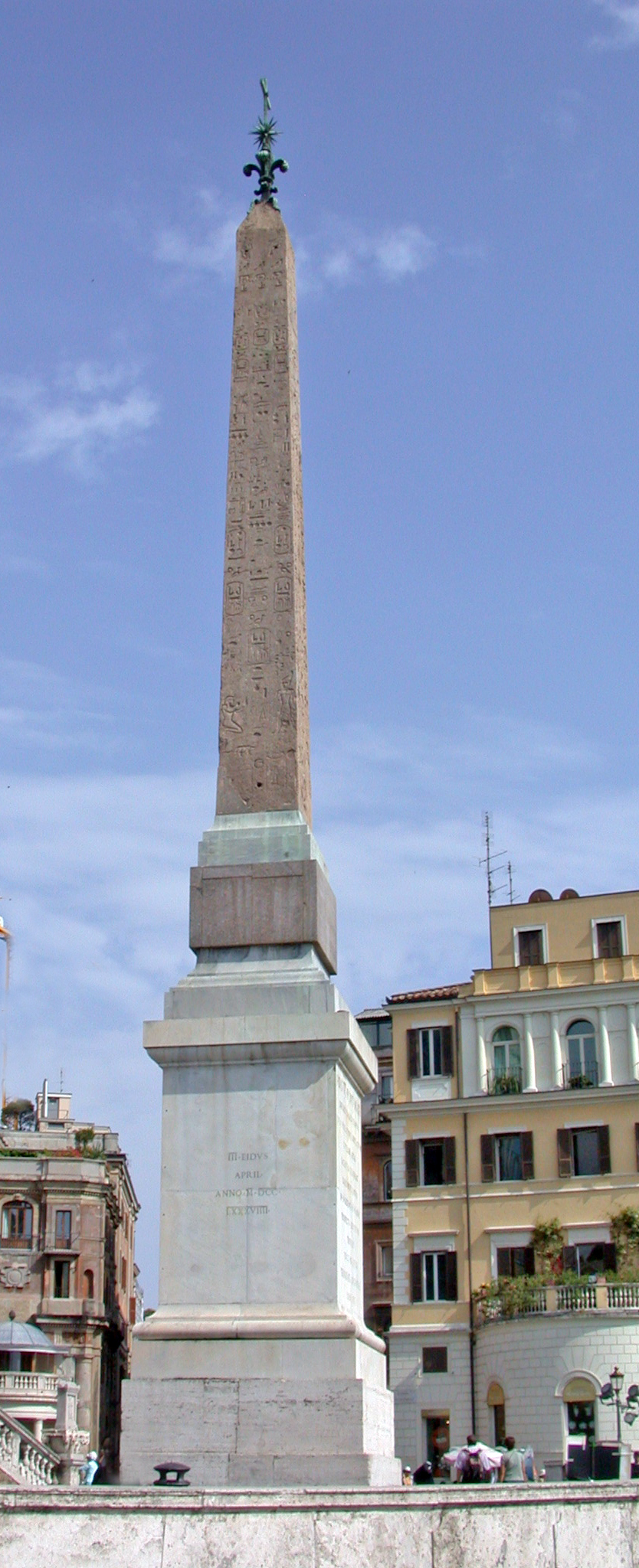
Obelisco di piazza di Trinità dei Monti
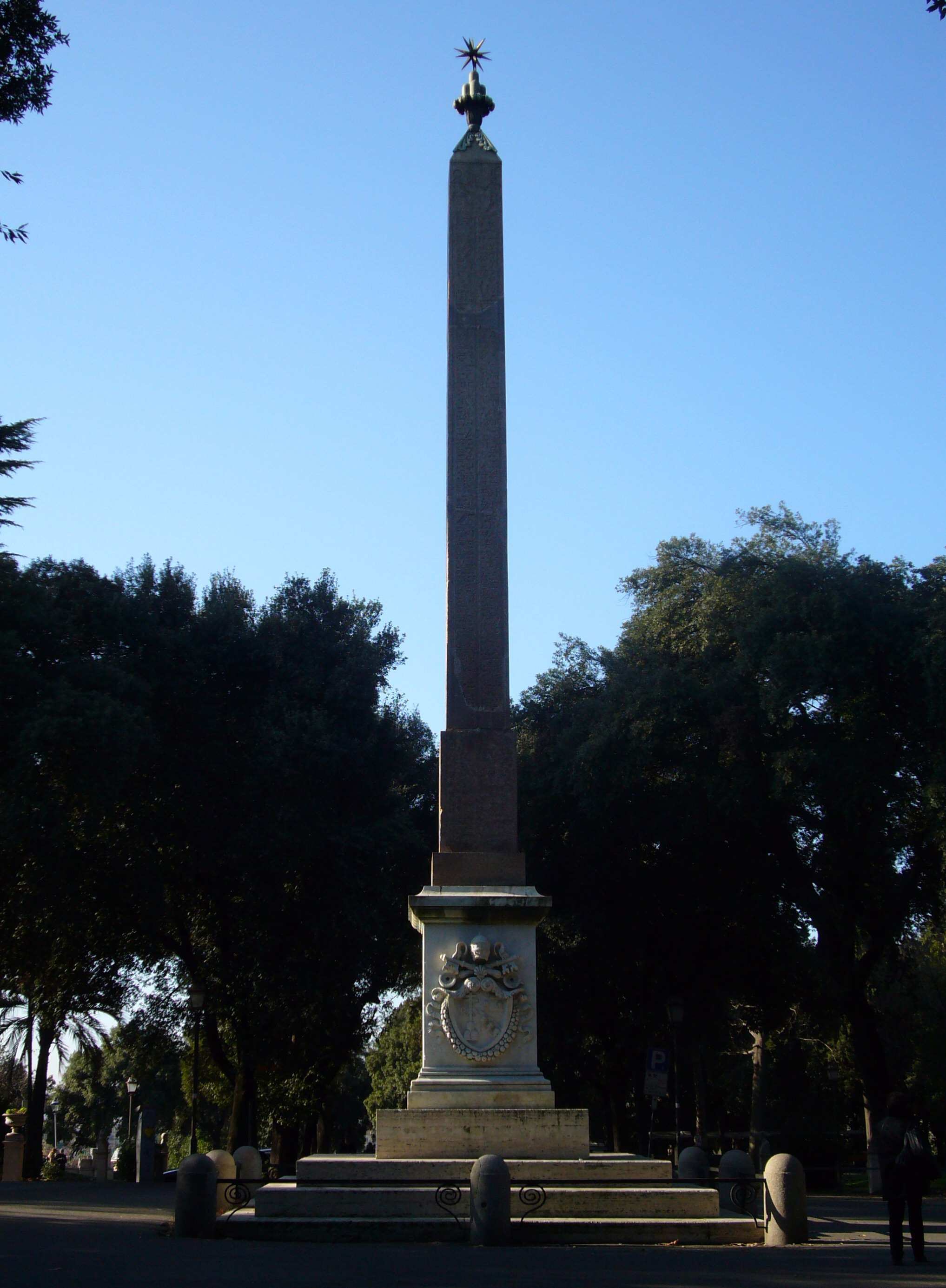
Obelisco Pinciano
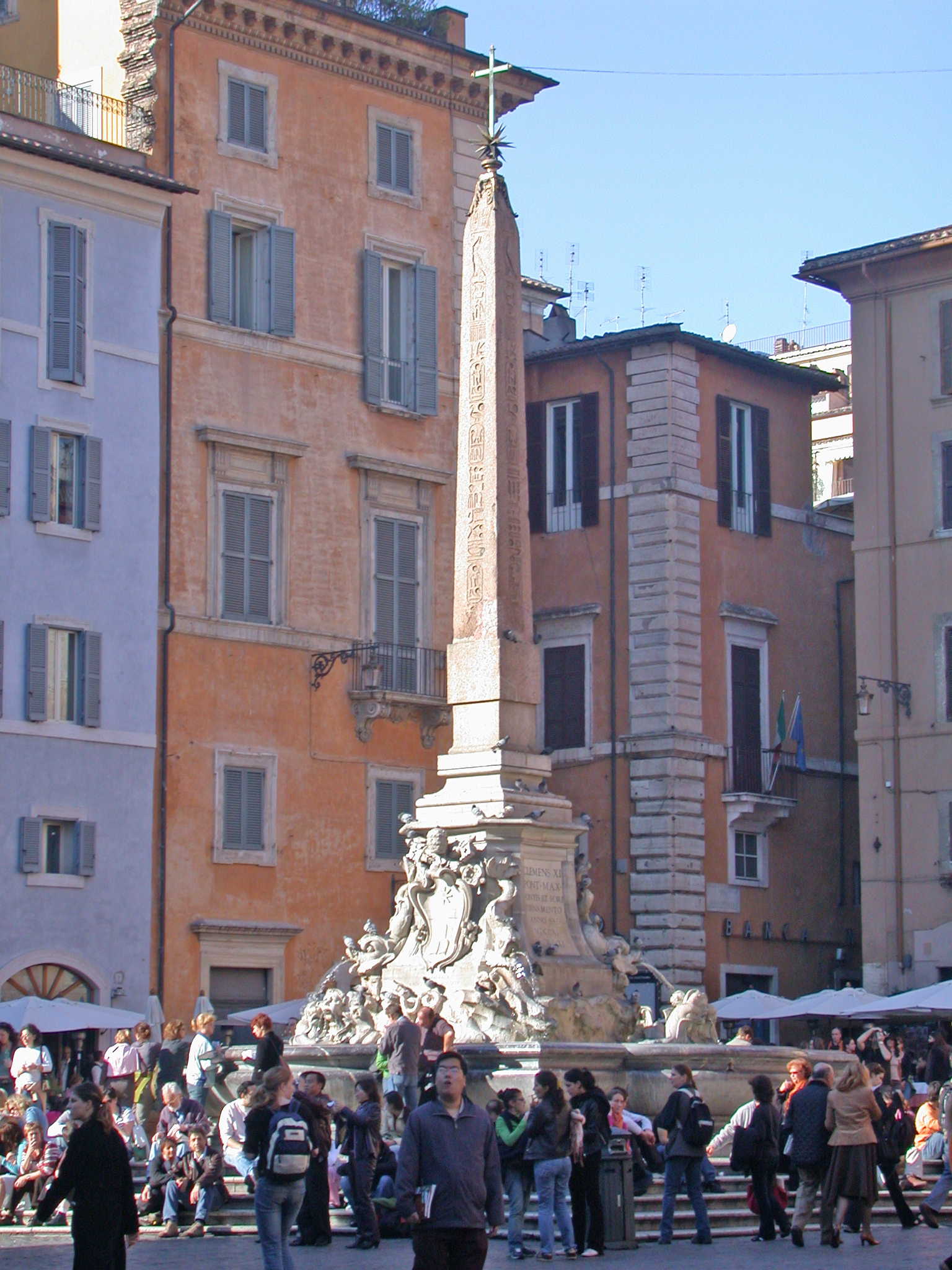
Obelisco del Pantheon
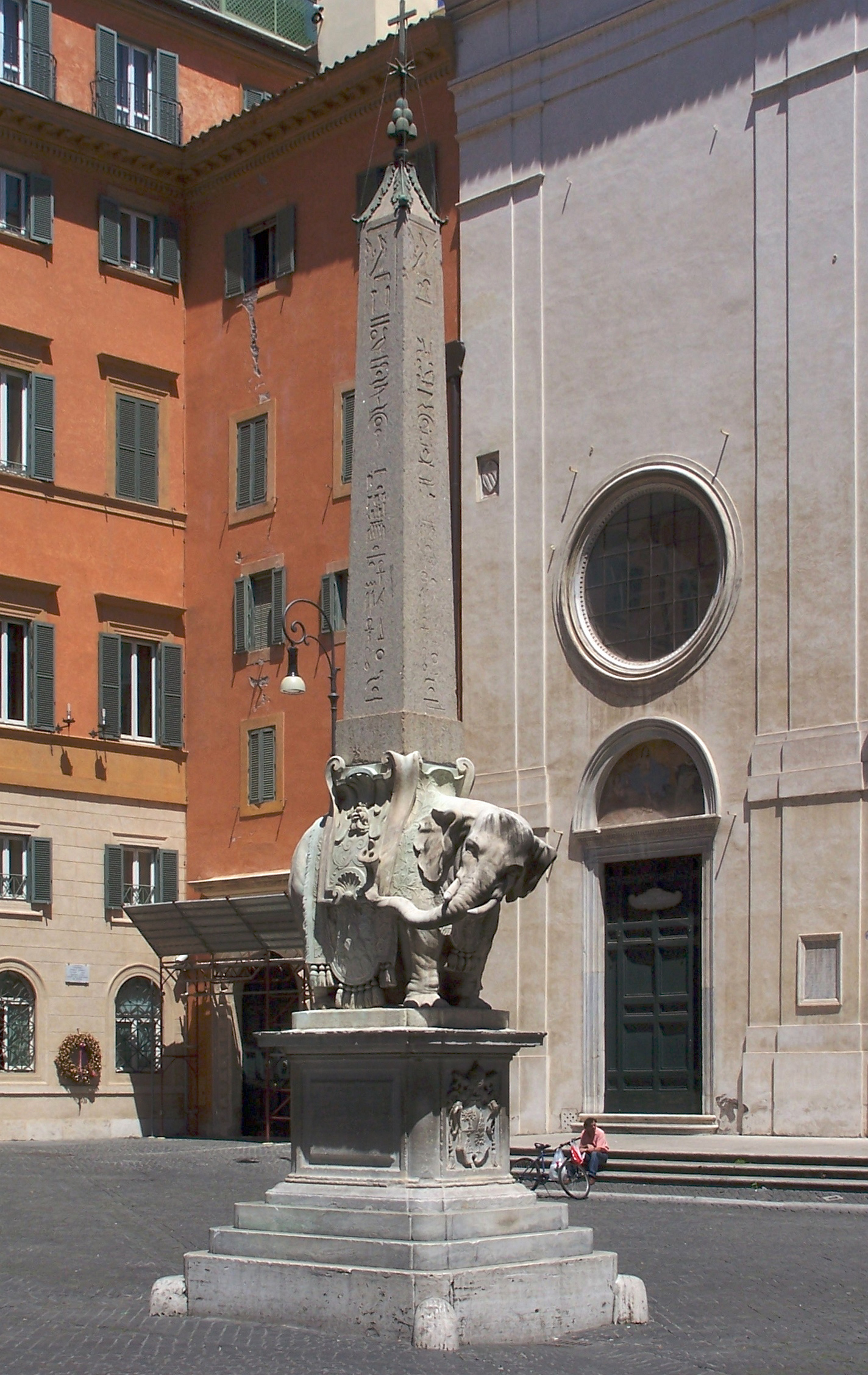
Obelisco della Minerva
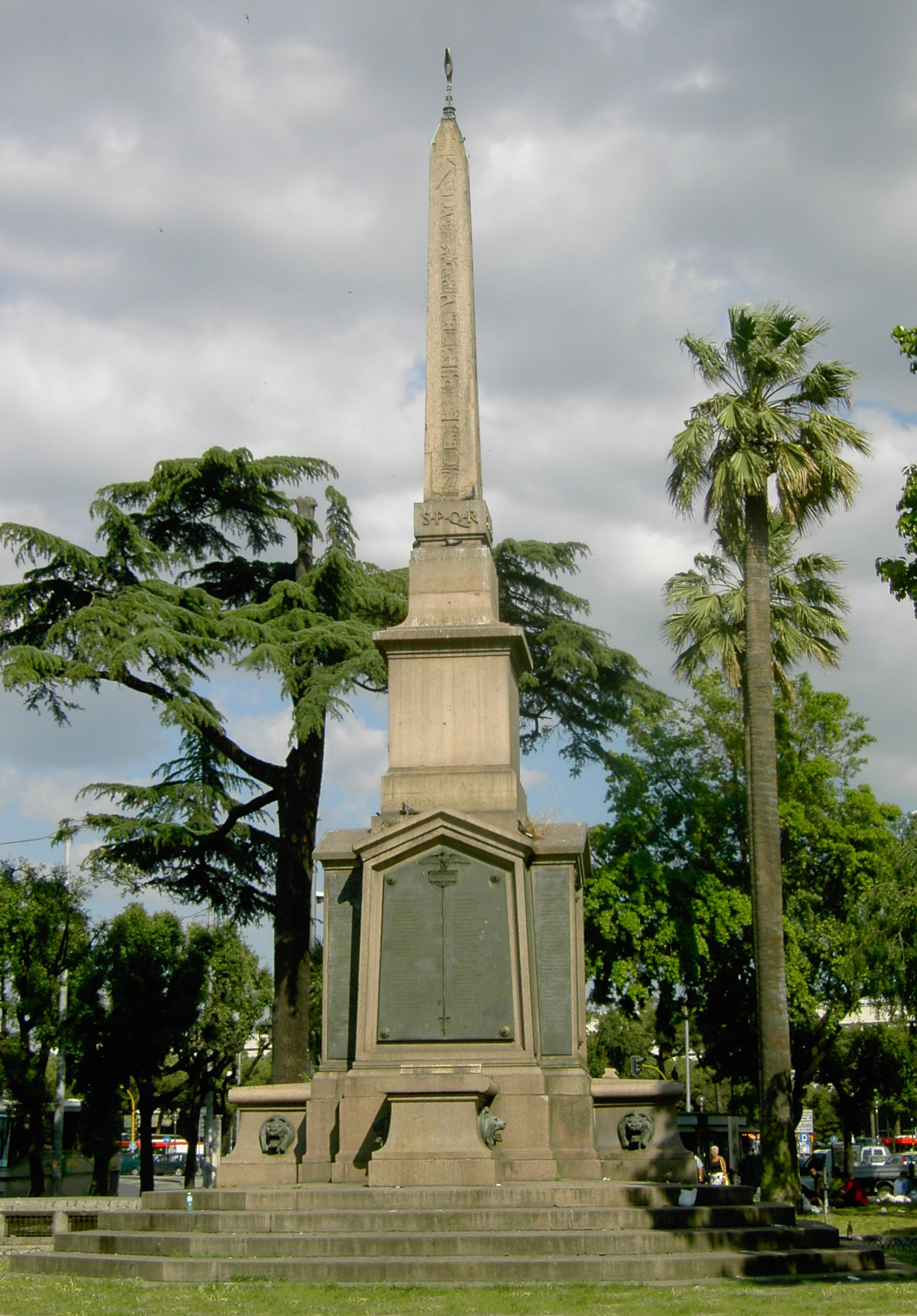
Obelisco di Dogali
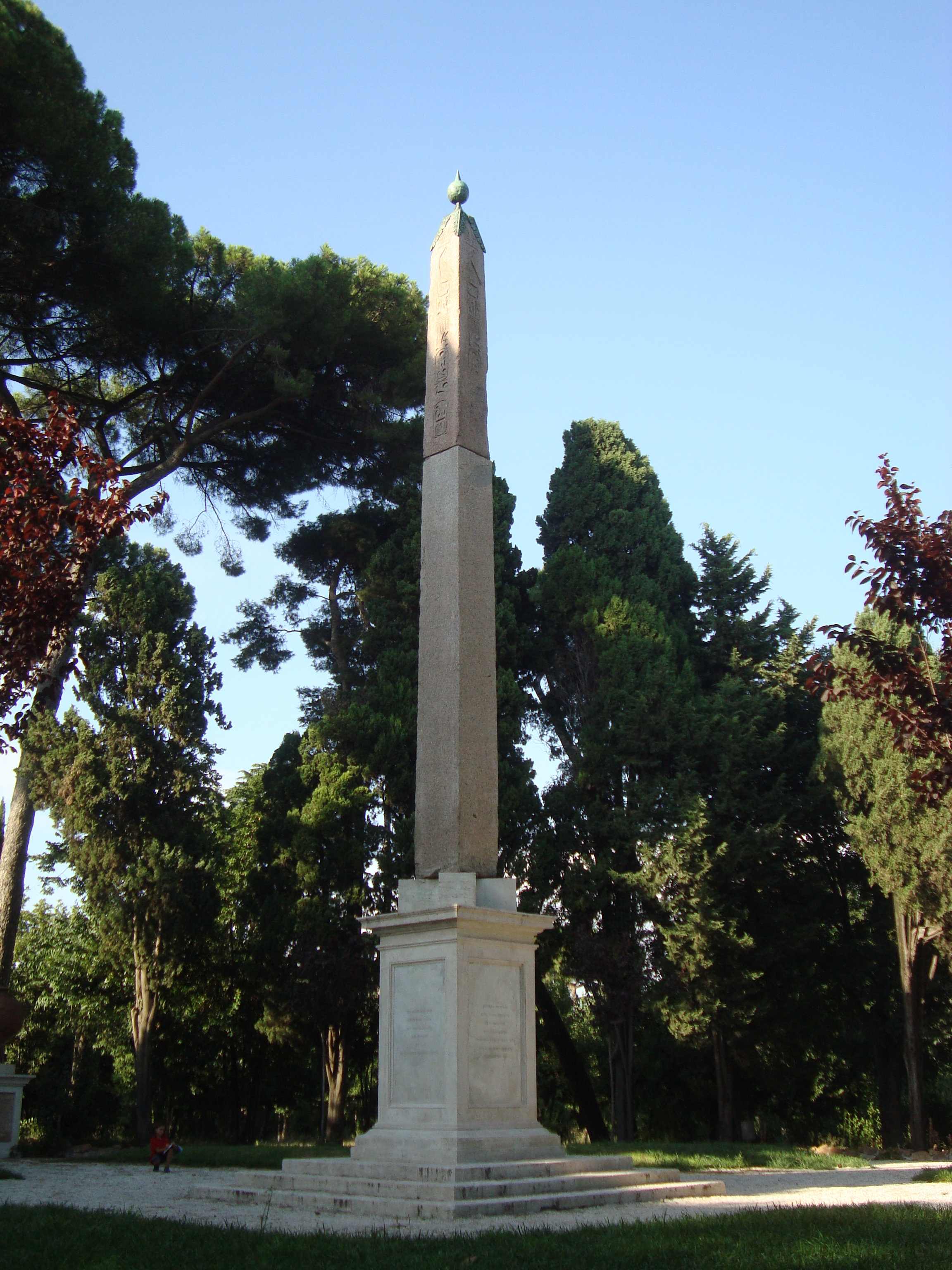
Obelisco di Villa Celimontana
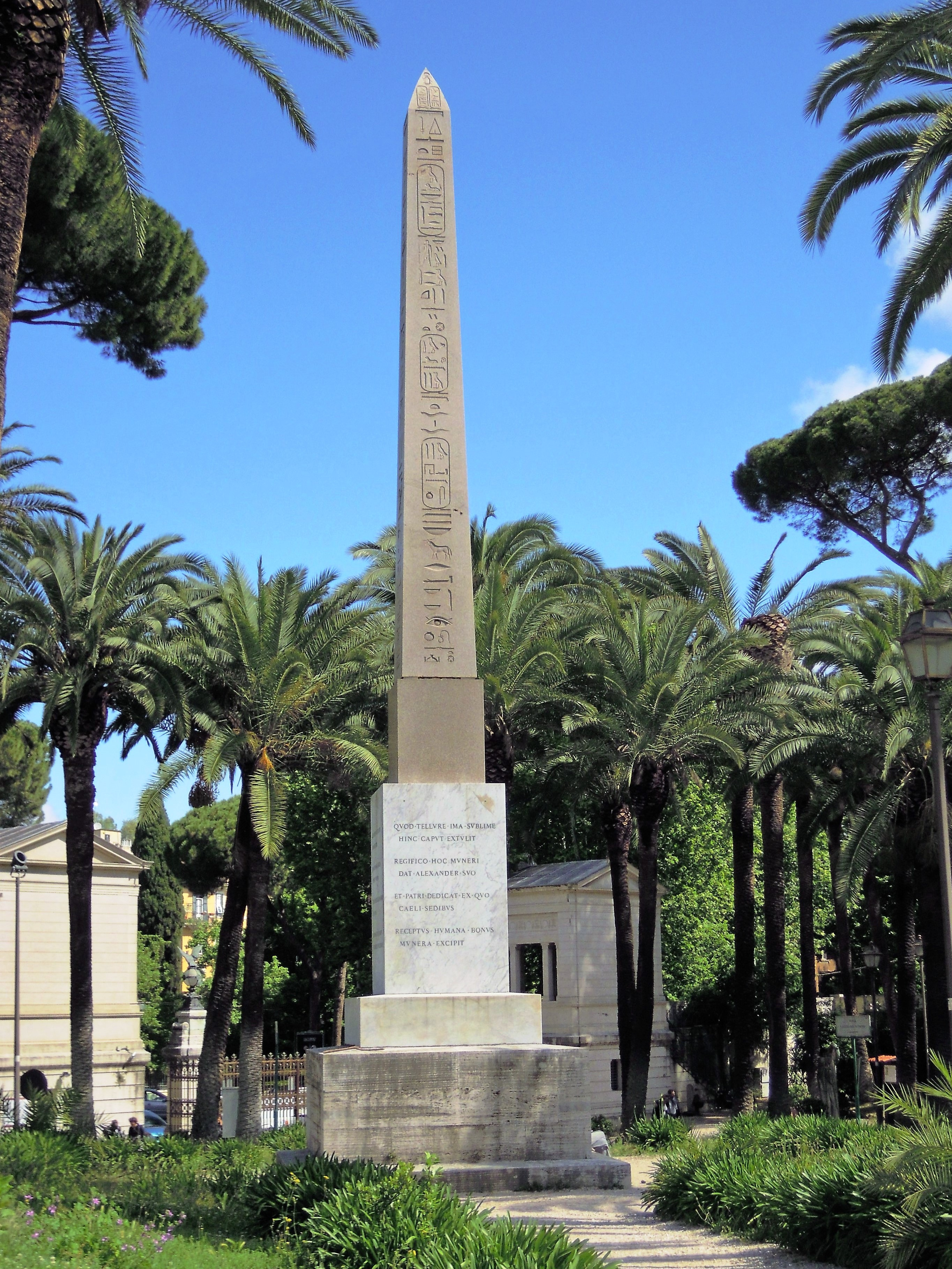
Obelisco di Villa Torlonia, dedicato a Giovanni Torlonia
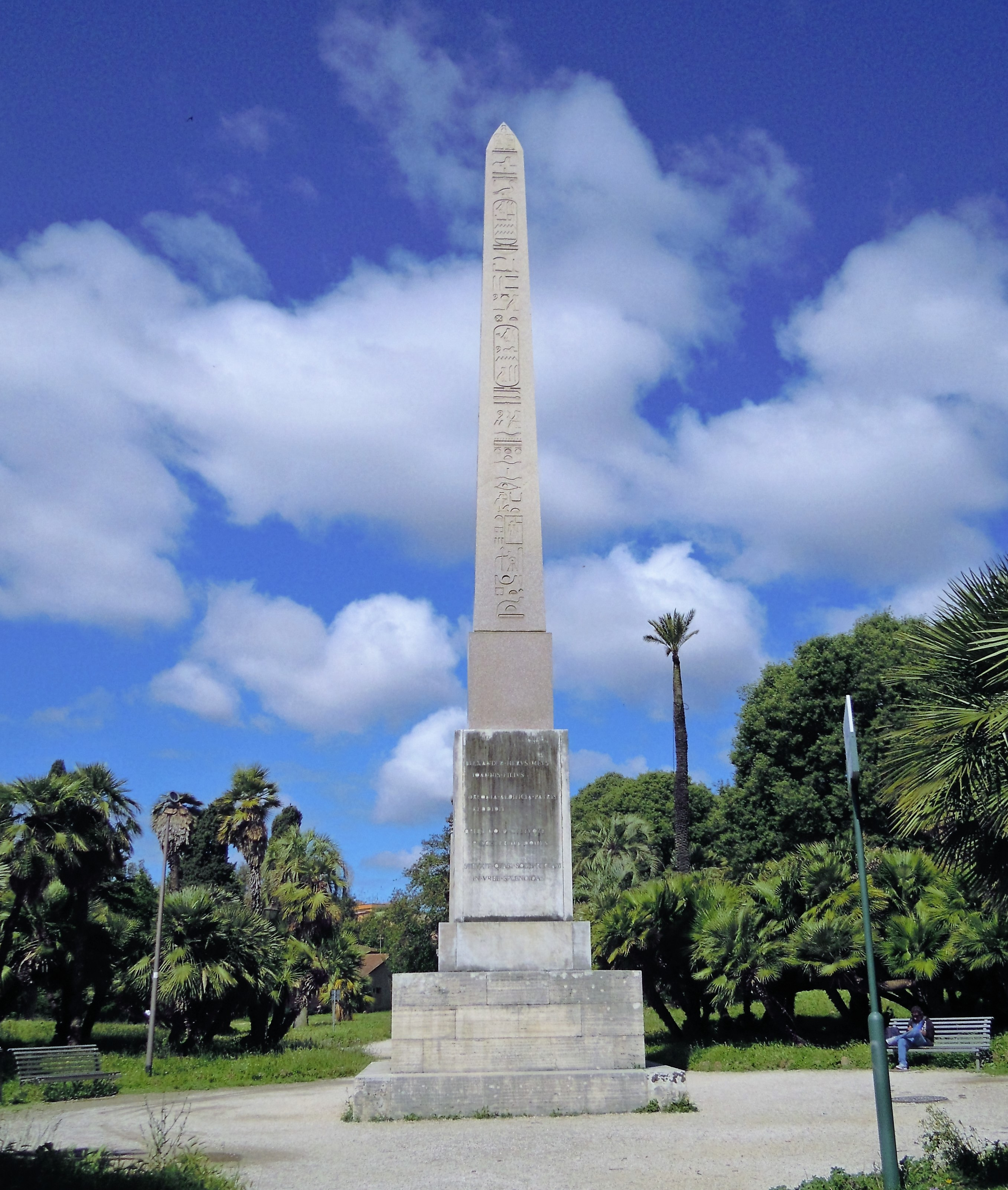
Obelisco di Villa Torlonia, dedicato ad Anna Maria Schultheiss
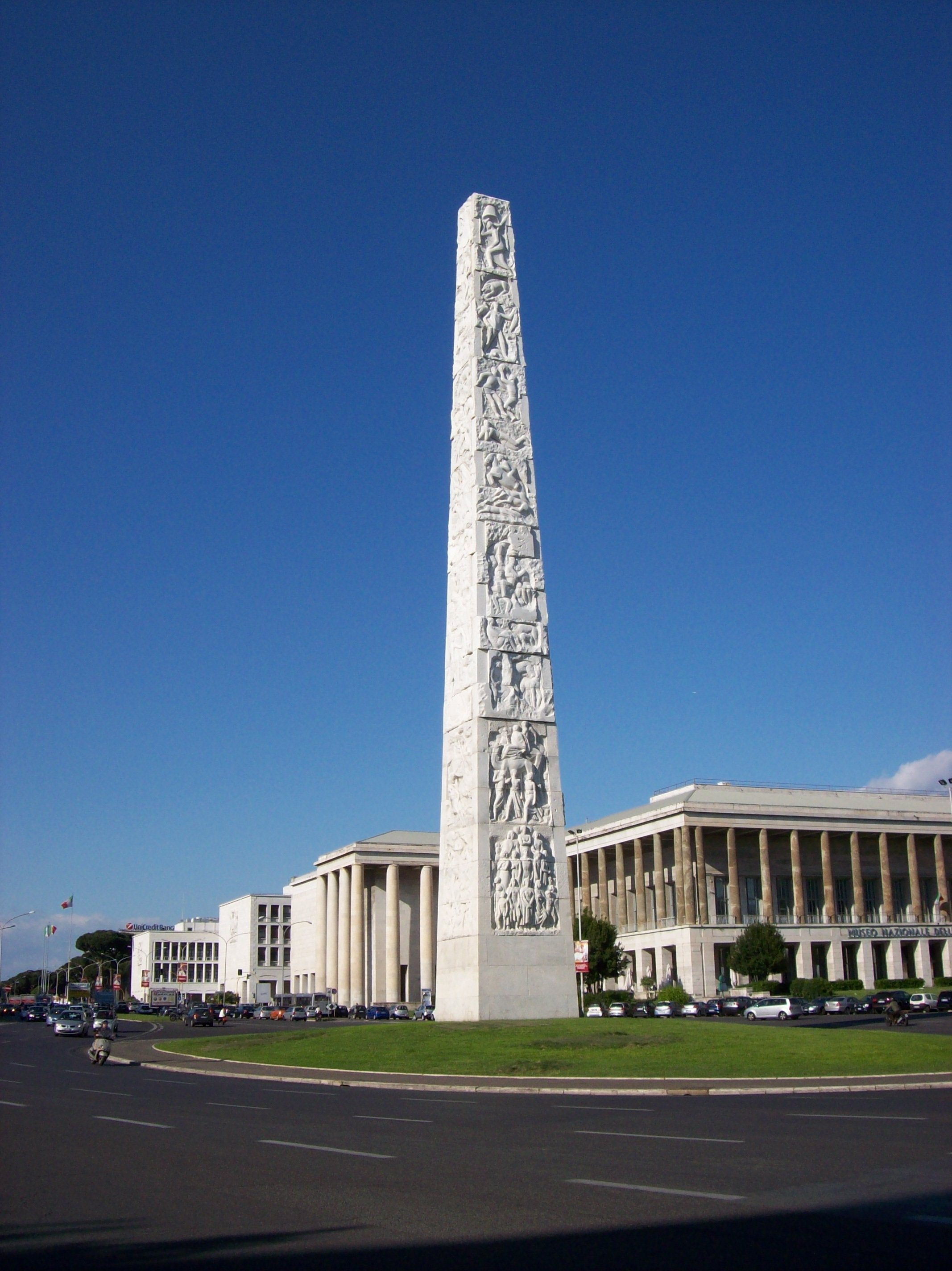
Obelisco a Guglielmo Marconi, nell'omonima piazza all'EUR